# Villa di Santa Maria
La Villa di Santa Maria, già orto botanico di Potenza, è un parco e villa della città di Potenza.

## Storia
L'orto fu realizzato nei terreni demaniali dell'allora località Piano di Santa Maria divenuto poi rione Santa Maria. Fu il quinto orto botanico in Italia dopo quelli di Napoli, Palermo, Catania e Campobasso.

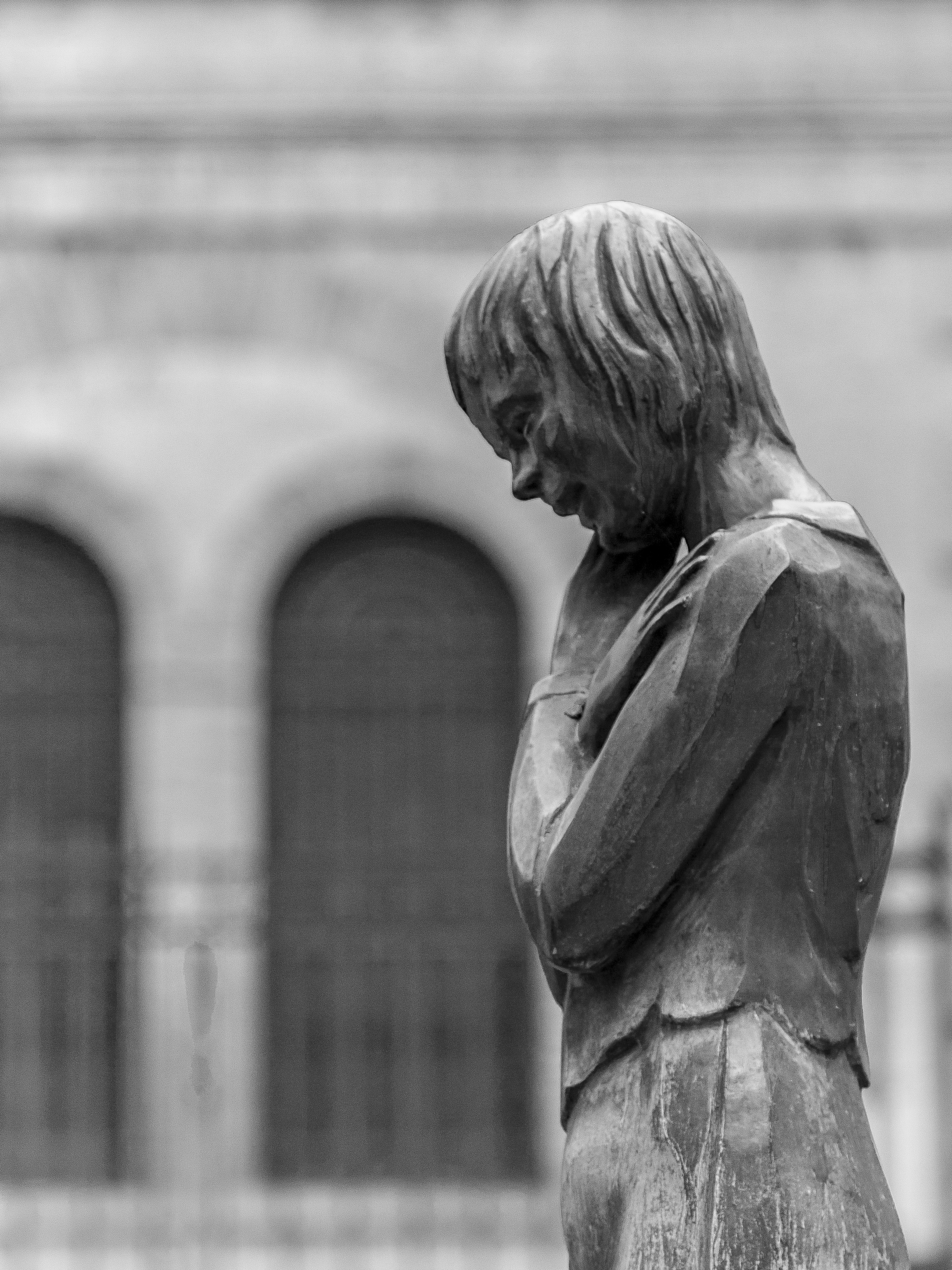
Particolare della statua della fontana

Il progetto fu denominato Giardino dell'Ancilla o Giardino a Santa Maria nella contrada dell'Angilla (toponimo dei primi anni del XIII secolo). Il territorio apparteneva alla famiglia Loffredo e l'area fu poi concessa alla Società Economica per la realizzazione dell'Orto agrario, per cui veniva eletto un direttore che svolgeva funzioni di gestione. Furono scritti 12 articoli per stabilire il regolamento dell'area botanica. Il segretario perpetuo Francesco Antonio Rosano descrisse nel 1840 le varie coltivazioni, in particolare quella del tabacco. Lo stesso Rosano fu anche gestore dell'orto tra il 1842 ed il 1845, a succedergli fu suo figlio Pietro. Nel 1845 l'orto fu anche utilizzato come base per la costruzione di altri orti agrari sperimentali. Tra il 1878 e il 1885 la denominazione "villa" aveva cominciato a sostituire quella di "orto".
Diversi decenni dopo con la proclamazione del Regno d'Italia furono abolite le società economiche e fu riaperto solo negli anni 1920 come Parco della Rimembranza, dagli anni trenta fu dedicato ai Caduti fascisti con 92 alberi ognuno con una targa ad uno dei caduti locali nella prima guerra mondiale. Nel 1927 fu costruito il campo da tennis (che sostituisce l'ex sala convegni della Caserma Lucania), mentre nel 1934 venne ristrutturata la recinzione ancora presente. Nei primi anni del XXI secolo il parco è stato interessato da un certo degrado e in seguito è stato restaurato.

## Descrizione
L'antico orto botanico conserva una serra per le colture floreali, e oltre al campo da tennis ospita un campo da bocce. Alla fine del XX secolo la villa è stata riqualificata, con la grande fontana antistante l'ingresso resa attiva.
L'ingresso di via Ciccotti, di fronte alla Caserma, fu realizzato in seguito allo sviluppo del Quartiere Militare Basilicata. 

## Ecologia e ambiente
Il catalogo delle piante fu pubblicato nel giugno 1841, seguito cinque anni più tardi dal Catalogus Plantarum Horti Agrarii Lucani. Nel parco è presente un cipresso considerato albero monumentale.

### Specie arboree presenti
- Abete
- Acero
- Albero di Giuda
- Bagolaro
- Catalpa
- Cedro
- Ciliegio
- Cipresso

- Frassino
- Ippocastano
- Lauroceraso
- Leccio
- Ligustro
- Melo
- Maggiociondolo
- Magnolia

- Olmo
- Pino
- Pruno
- Robinia
- Spino di Giuda
- Tasso
- Thuja
- Tiglio